# Matinée de septembre (Chabas)
Pour les articles homonymes, voir Matinée de septembre.
Matinée de septembre, appelé en anglais September Morn, est un tableau peint en 1912 par Paul Chabas qui devient célèbre pour avoir été le centre d'un scandale aux États-Unis.
Le tableau représente une jeune femme nue, les pieds dans l'eau du lac d'Annecy en Haute-Savoie. Une femme de l'endroit avait servi de modèle alors que le visage reprenait celui d'une jeune Américaine, Julie Phillips, dont Chabas avait fait la connaissance à Paris.

## Histoire du tableau
Après avoir réalisé son tableau en trois étés, Paul Chabas le présente pour la première fois au salon de Paris de 1912 où il remporte une médaille sans toutefois provoquer aucune réaction. L'année suivante, l'œuvre est présentée en vitrine d'une galerie d'art de Chicago où elle est remarquée par Carter Harrison, Jr., alors maire de la ville, qui poursuit le propriétaire de la galerie pour indécence. Le résultat du procès, remporté par le marchand d'art, rendit le tableau célèbre.
Deux mois après la fin du procès de Chicago, un autre galeriste de New York est à son tour attaqué en justice pour les mêmes raisons par Anthony Comstock, auto-proclamé « croisé contre le vice ». Cette accusation ne sera cependant pas suivie d'une action en justice. Cette affaire a été reprise par Harry Reichenbach, un pionnier des relations publiques, qui a déclaré avoir lui-même attiré l'attention d'Anthony Comstock sur cette œuvre pour en assurer la publicité ; cette interprétation des faits a cependant été remise en question.
Pendant la décennie ayant suivi cette publicité, de nombreuses copies en lithographie du tableau ont été vendues. L'original fut vendu pour 10 000 dollars à un collectionneur russe. Après la Révolution d'Octobre, le tableau reparut à Paris dans la collection Gulbenkian d'où il passa à une collection de Philadelphie, et enfin, en 1957, rejoint les collections du Metropolitan Museum de New York,.

### Source
- (en) The September Morn Archive